# Modrzejówka
Osiedle Modrzejówka (Osiedle Towarzystwa Tanich Mieszkań dla Robotników Katolickich) – zabytkowe osiedle w Krakowie, znajduje się w czworokącie ograniczonym ulicami: al. A. Grottgera, ul. Gzymsików, ul. Mazowiecką i ul. H. Sienkiewicza. Teren ten od 1778 stanowił własność Szpitala św. Ducha (późniejszy Szpital św. Łazarza) i był użytkowany jako folwark. W 1884 teren ten nabyła Helena Modrzejewska i wybudowała tam dwór otoczony modrzewiowym parkiem. Posiadłość była nazywana przez Modrzejewską „Modrzejowem”. W 1897 nieruchomość odkupiło Towarzystwo Tanich Mieszkań dla robotników katolików i wybudowało kolonię 11 parterowych domów wielorodzinnych. Z przyczyn formalno-prawnych Towarzystwo straciło możliwość funkcjonowania i zostało rozwiązane 21 maja 1937, a cały jego majątek został przekazany krakowskiemu Arcybractwu Miłosierdzia i Banku Pobożnego.
W centrum (Mazowiecka 14b) postawiono mały zakład produkcyjny – zajmował się wytwarzaniem śrub, nakrętek, gwoździ i innych elementów łącznikowych. Przy ulicy Mazowieckiej powstały 2 budynki stajenne (12 i 14). Za nimi wybudowano kolejnych 4 (Mazowiecka 14a oraz Gzymsików 4, 6, 8). Przy obecnej ulicy Sienkiewicza powstały 2 kolejne budynki (dawniej Mazowiecka 16 i 16a, obecnie Sienkiewicza 30 i 32). W 1907 roku utworzono ochronkę pod opieką ss. Służebniczek Dębnickich. W tamtejszej kaplicy odprawiona została Msza Święta z okazji przyłączenia Modrzejówki do Arcybractwa Miłosierdzia w 1939 roku. Szafarzem był Książę Metropolita Krakowski Adam Stefan Sapieha. Pomiędzy Fabryką a dworkiem Modrzejewskiej utworzono boisko do koszykówki. Założono również klub sportowy o nazwie takiej samej, co osiedle. Wiadomo, że klub grał w koszykówkę (mecz z Olszą w 1925 roku) i w piłkę nożną (spotkanie z KS Cracovią przegrane 0:6 01.08.1943 r.).
Po II wojnie światowej Modrzejówka przeszła w ręce państwowe – po kasacji Arcybractwa w 1960 roku. Zlikwidowano boisko, a teren wokół zabudowano. Część osiedla po latach 70. pozostawała niezamieszkana. Dopiero po powtórnym przejęciu osiedla Przez Arcybractwo Miłosierdzia po upadku PRL-u, zaczął się jego nowy rozkwit. W latach 90. w dworku mieściło się przedszkole – filia przedszkola z ulicy Grottgera; w drugiej zaś jego części mieszkały zakonnice. Fabrykę ze środka osiedla sprzedano prywatnemu inwestorowi, który wybudował budynek przypominający oryginał – mieszczą się tam apartamenty Villa Nuova.
Do 2016 roku w budynku przy Gzymsików 8 mieścił się teatr KTO. Budynki najbliżej ul. Mazowieckiej zajmowane są przez zakład pogrzebowy, sklep i punkty naprawczo-usługowe. Pozostałe budynki są zamieszkane. W najlepszym stanie są domy przy Sienkiewicza 30 i 32, jednakże właściciel sukcesywnie stara się remontować pozostałe. 
Pod koniec 2006 roku w dworku Modrzejewskiej Andrzej Wajda kręcił sceny do filmu Katyń. 
Na terenie osiedla znajduje się ponadto Figurka Matki Boskiej. Na Budynku przy ul. Sienkiewicza 32 jest obraz z Matką Boską i Dzieciątkiem Jezus z podpisem: Pod Twoję Obronę Uciekamy Się. Dom przy ul. Mazowieckiej 14 jest nazwany domem im. Andrzeja Potockiego.

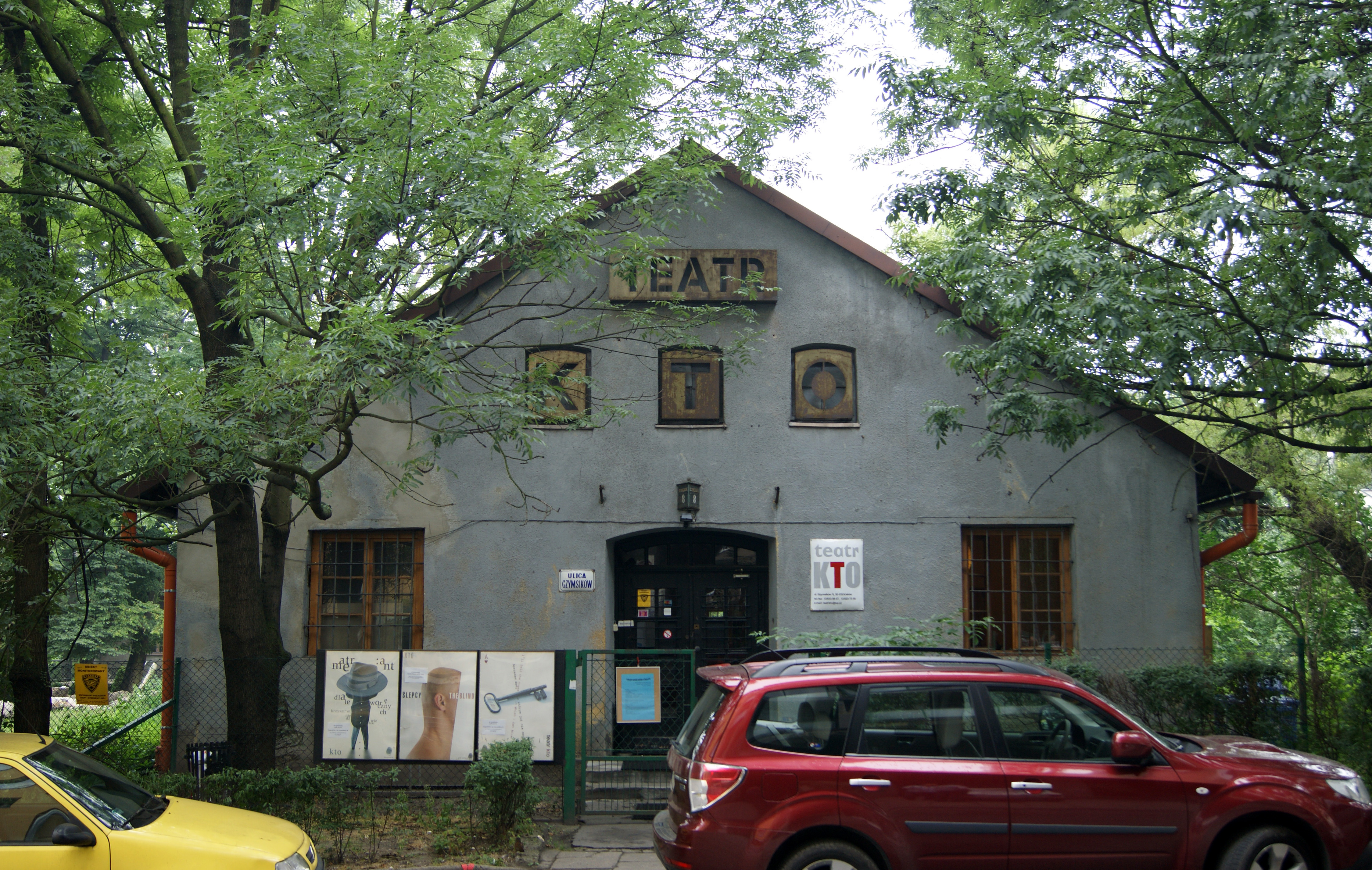
Ul. Gzymsków 8. Jeden z budynków osiedla, był siedzibą Teatru KTO.
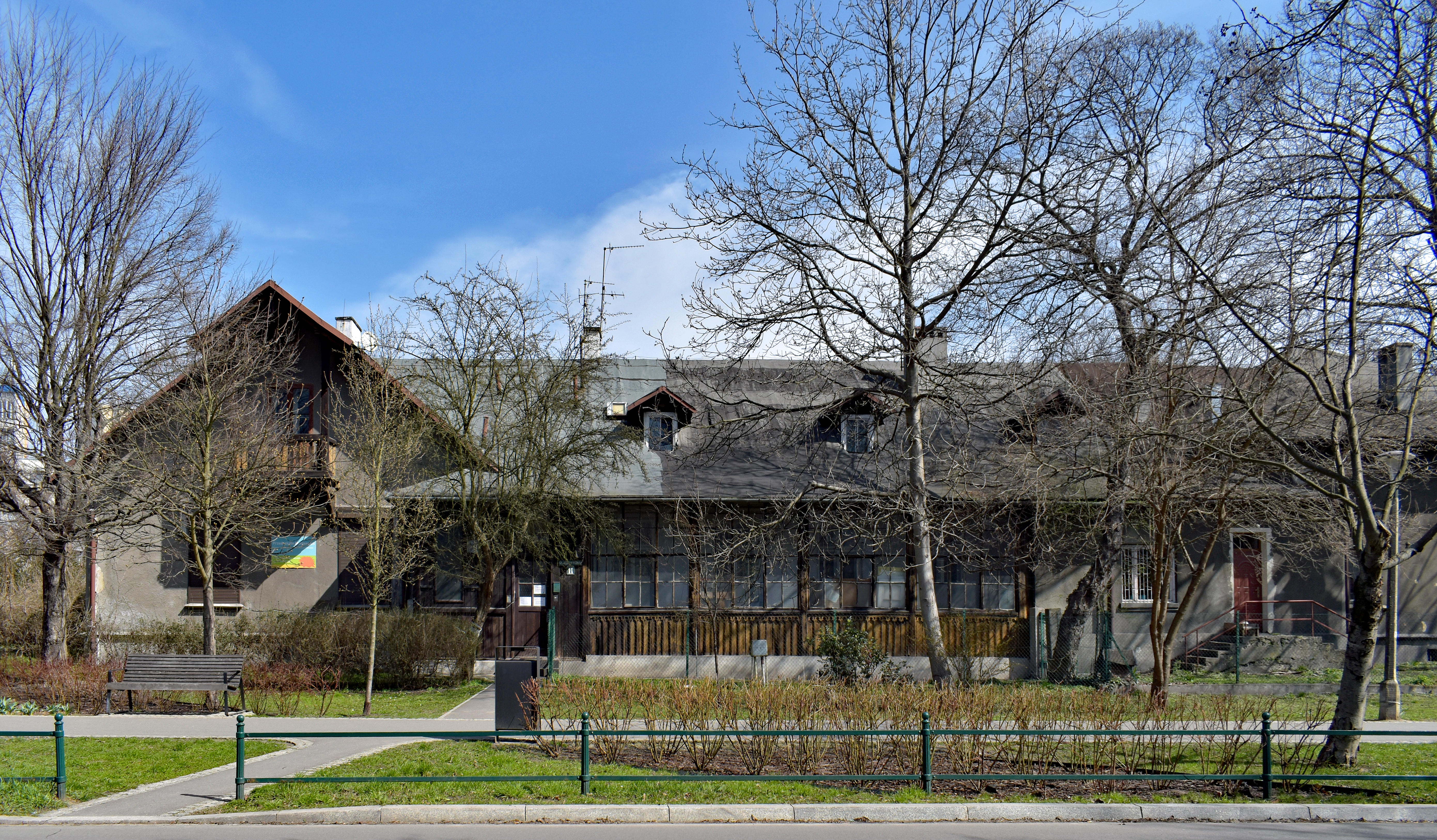
Willa „Modrzejówka”
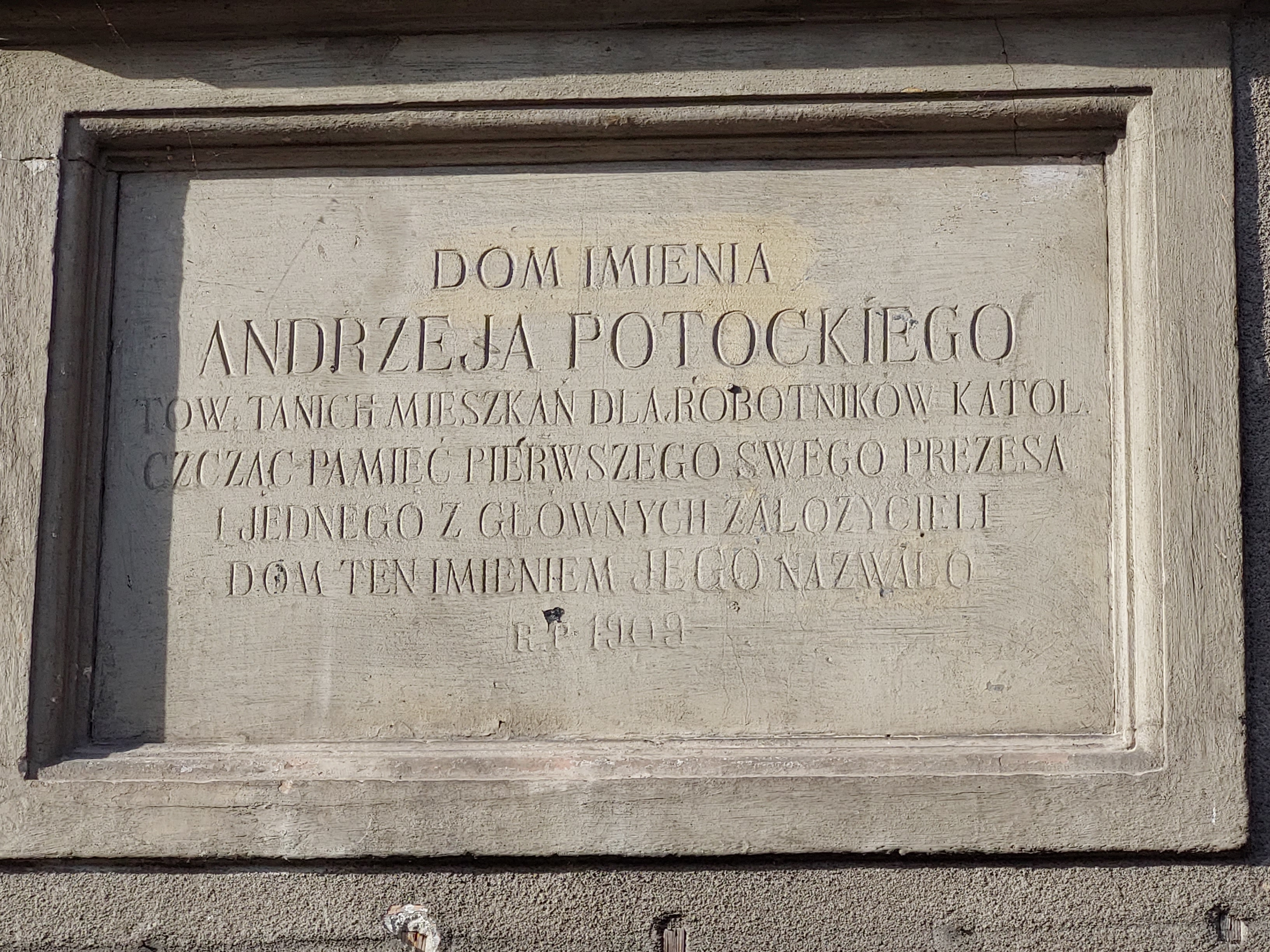
Tablica pamiątkowa na ścianie budynku dawnego osiedla robotniczego „Modrzejówka”

## Literatura
- „Arcybractwo Miłosierdzia i Banku Pobożnego w Krakowie”, Krystyna Jelonek-Litewka.